# 우리는 비트몬스터
《우리는 비트몬스터》(영어: Beat Monsters)는 시너지미디어와 스튜디오 고인돌이 제작한 애니메이션이고, EBS 1TV, 대한민국의 카툰네트워크 코리아에서 방영되었다.

## 방송 일시
| 방송 채널 | 방송일                             | 방송 시간                       |
| --------- | ---------------------------------- | ------------------------------- |
| EBS 1TV   | 2017년 8월 28일 ~ 2017년 11월 20일 | 월요일 오전 9시 30분 ~ 9시 40분 |

## 개요
현실 속 배경과 애니메이션 캐릭터들을 결합해 놓은 코믹 일상애니. 2017년 8월부터 11월까지 방영. 타오르지마 버스터의 제작사인 시너지미디어와 고인돌스튜디오, 미국의 카툰네트워크, SK브로드밴드에서 제작되어 EBS와 카툰네트워크에서 방영했다. 말은 별로 안 나오고 외계어랑 노랫소리만 가득하다. 전에는 리듬게임도 있었다 한다. 그런데 전세계(대한민국만 빼고)의 카툰 네트워크에서는 방영이 되지않았다.

## 시놉시스
주인공인 루디는 꿈에 그리던 지구에서의 버스킹 생활을 누리기 위해 멤버들을 모집해 지구로 온다. 그런데 멤버들의 상태가 이상하다? 게임중독에, 공주병에, 식신에, 근육쟁이까지... 과연 비트몬스터들은 지구에서 살아남을 수 있을까?

## 캐릭터들

### 루디
이 애니의 주인공이자 비트몬스터의 리더. 능글거리는 데다가 발로 걷어차주고 싶을 만큼 나쁜짓만 해서 리더가 맞는지 의심이 가지만, 어차피 그 나쁜 짓이 죄다 루디의 머리로 돌아오니까 문제없다. 주로 힘센 친구들에게 응징을 당한다. 타오르지마 버스터에서 택배배달부와 황금마차 상인으로 나온 적도 있었다.

### 아윰
비트몬스터의 홍일점이자 키보드 담당. 외눈박이 몬스터 주제에 자꾸 예쁜 척을 한다. 화장하는 것과 셀카는 잘하지만 정작 연애에는 눈치가 없기 때문에, 루디의 깨알같은 구애행동에 자꾸 어리둥절해한다. 여담으로 금붕어 닯았다는 소리도 듣는다.

### 좀
강한 승부욕에 때론 욱하는 상남자. 매력 포인트는 항상 벗지를 않고 끼고 다니는 장갑과, 짝이 안 맞는 2개의 뿔. 한번 수틀리면 불같이 화를 내는데, 이때 뿔 위에 불이 붙는 게 포인트.비트몬스터의 드러머이다.

### 문디
엄청난 식신이자 비트몬스터의 베이스 기타 담당. 그래서 멤버들이 식량난으로 고생한다. 머리에 식물이 붙어 있는데, 물을 주면 자라는지는 아직 불명이다.

### 쿰
비트몬스터의 기타 담당. 조용하고 말이 없는 성격에 게임광. 게임 말고 좋아하는 건 일렉기타 연주. 장시간 게임을 못하면 불안증세를 보인다. 쿰이 나오는 에피소드 비중이 적다. 자세히 보면 색깔이 핑키 파이 색깔이다. 민달팽이 닮았다는 소리도 듣는다.

## 스태프
- 제작지원: 방송통신위원회, 방송통신발전기금
- 책임 프로듀서: 정영홍
- 프로듀서: 최미란
- 총괄 프로듀서: 강유신, 노진남
- 감독: 허정수
- 조연출: 정진원
- 크리에이티브 프로듀서: 안성재
- 프로젝트 매니저: 금동호, 김영관
- 프로듀서: 손자아린, 송원형
- 라인 프로듀서: 신세민
- 시나리오: 주재욱, Mike KUBAT
- 스토리보드: 황미령, 황지현, 김민지, 방현정, 정승우, 조유빈, 정우성
- 아트디렉터: 황지현
- 캐릭터 디자인: 정진원
- 컨셉 디자인: 조영광
- 디자인: 김지현, 조진솔, 김연옥
- 실사 촬영: 김민우(연프로젝트)
- 모델링: 강미경, 박성우, 이창일
- 리깅 아티스트: 이동재
- 애니메이션 슈퍼바이저: 장대현, 박병현
- 리드 애니메이터: 유도빈, 최은희
- 시니어 애니메이터: 이미루, 김도영, 전상환, 황수진
- 애니메이터: 민현, 신혜진, 김민우, 김나비란, 배경식, 박현미, 김선민, 노보람, 김유진, 김경민, 김성빈
- 비쥬얼 슈퍼바이저: 이현호, 강혜련
- VFX 슈퍼바이저: 이정현, 김재우
- 시니어 라이팅 아티스트: 김영국
- 라이팅 아티스트: 장새롬, 고은혜, 박성도
- 시니어 합성 아티스트: 안재홍, 조용희
- 사운드 총괄: 박정영(둥사운드)
- 음악 감독: 김진한
- 작곡: 김진한, 윤영훈
- 사운드 디자이너: 차희정, 박규식, 박진희, 황혜정
- 성우: 김기홍, 안영미
- 마스터링: 함종민, 서수미, 이명훈, 전혜수(SBA 미디어콘텐츠센터)
- 마케팅 총괄: 박영국
- 배급/라이센싱: 김상지, 강연재, 고아흔, 한세정, 조훈상, 홍태리, 정희재
- 관리 지원: 임성희, 강유영
- 시스템 매니저: 한다윗, 김재형
- 종합제작
  - 컴퓨터그래픽: 임태식
  - 문자그래픽: 김영창
  - 음향감독: 계민석
  - 기술감독: 방규석
  - 연출: 이용준
- 제작지원: 한국콘텐츠진흥원
- 제작투자: (주)센트럴투자파트너스, TURNER BROADCASTING SYSTEM ASIA PACIFIC, INC. (現·Warner Bros. Discovery Networks Asia-Pacific Ltd.)
- 협력업체: (주)골드프레임, (주)웨일스튜디오
- 기획: EBS
- 제작: EBS, (주)스튜디오고인돌, (주)시너지미디어, SK브로드밴드(주)

## 방영 목록
| 회차   | 제목                                | 방송 일자        |
| ------ | ----------------------------------- | ---------------- |
| 제1화  | 리듬 대결다이어트팔씨름카우보이     | 2017년 8월 28일  |
| 제2화  | 매운맛딸꾹질무선 자동차숨바꼭질     | 2017년 9월 4일   |
| 제3화  | 헤어스타일케이크무섭지!배터리       | 2017년 9월 11일  |
| 제4화  | 젤리빈챔피언낚시볼링                | 2017년 9월 18일  |
| 제5화  | 블록 쌓기마술쇼첫사랑향수           | 2017년 9월 25일  |
| 제6화  | 2인3각 경주뽀뽀해줘몽유병천재       | 2017년 10월 2일  |
| 제7화  | 사진 찍기 대결꾀병충치두근두근      | 2017년 10월 9일  |
| 제8화  | 휴지통탈옥투표비 오는 날            | 2017년 10월 16일 |
| 제9화  | 해적룰렛벌꿀감기좀비                | 2018년 10월 23일 |
| 제10화 | 1인 밴드마리오네트빨랫줄모기        | 2017년 10월 30일 |
| 제11화 | 테니스청소부러진 뿔드럼             | 2018년 11월 6일  |
| 제12화 | 트릭 아트서커스누가 진짜야?단체사진 | 2017년 11월 13일 |
| 제13화 | 응애응애고장 난 카봇청소기불면증    | 2018년 11월 20일 |